# Rhizoperthodes anguinus
Rhizoperthodes anguinus är en skalbaggsart som beskrevs av Pierre Lesne 1936. Rhizoperthodes anguinus ingår i släktet Rhizoperthodes och familjen kapuschongbaggar. Inga underarter finns listade i Catalogue of Life.